# Linda Grant DePauw
Linda Grant DePauw (New York, 19 gennaio 1940) è una storica e scrittrice statunitense, pioniera della ricerca sulle donne negli Stati Uniti.
Ha ricevuto il Beveridge Award nel 1964, è stata selezionata per il National Book Award per la letteratura per ragazzi nel 1983 ed è stata inserita nella National Women's Hall of Fame nel 1998.

## Biografia

### Studi
Nata a New York nel 1940, è la figlia di Phillip Grant e Ruth (Marks) Grant. Ha conseguito la laurea in scienze della storia allo Swarthmore College nel 1961. Nel 1964 ha conseguito un dottorato di ricerca all'Università Johns Hopkins.

### Carriera
Tra il 1964 e il 1965 ha lavorato come professore assistente presso il Dipartimento di Storia della George Mason University. Nel 1964 ha ricevuto l'Albert J. Beveridge Award per la sua tesi di dottorato intitolata The Eleventh Pillar: New York State and the Federal Constitution.
Tra il 1965 e il 1966 ha lavorato come assistente tecnico presso la National Archives and Records Administration (NARA), e dal 1966 al 1969 come professore assistente di storia alla George Washington University (GWU). Tra il 1969 e il 1975 ha insegnato lì come professore associato e dal 1975 fino al suo pensionamento nel 1999 come professore ordinario di storia americana.
Grant DePauw è stata una pioniera nella ricerca sugli studi sulle donne negli Stati Uniti, descrivendo il ruolo delle donne nella rivoluzione americana e nella guerra civile americana. Nel 2007 ha scritto un libro sullo sforzo bellico di Molly Pitcher nella battaglia di Monmouth (1778). Nel 1983 ha fondato a New York il Minerva Center, un'istituzione per lo studio delle donne nell'esercito, e funge da presidente di lunga data e redige il Minerva Journal of Women and War. È un membro di lunga data dell'American Historical Association (AHA).

## Premi e riconoscimenti
- 1964, Beveridge Award
- 1998, National Women's Hall of Fame

## Opere
- The Eleventh Pillar. New York State and the Federal Constitution (tesi di dottorato), 1964
- Four traditions. Women of New York during the American Revolution. 1974
- Founding Mothers. Women of America in the Revolutionary Era. Erstausgabe 1975
- mit Conover Hunt, Miriam Schneidr: Remember the Ladies. Women in America 1750–1815.  Erstausgabe 1975
- Fortunes of War. New Jersey Women and the American Revolution. (New Jersey's Revolutionary Experience). vol. 26 (1978)
- Seafaring Women. 1982
- Baptism of Fire. Minerva Center 1993
- Battle Cries and Lullabies. Women in War from Prehistory to the Present. Norman. University of Oklahoma Press 1998
- Sea Changes. 2003
- In Search of Molly Pitcher. 2007